# Cambarus extraneus
Cambarus extraneus là một loài tôm càng sông trong họ Cambaridae. Chúng thường được tìm thấy ở Bắc Mỹ.